# Woodlawn (contea di Cleveland, Arkansas)
Woodlawn è un census-designated place (CDP) degli Stati Uniti d'America, situato in Arkansas, nella contea di Cleveland. Secondo il censimento del 2020 gli abitanti di Woodlawn ammontavano a 174.